# Diocesi di Sylhet
La diocesi di Sylhet (in latino Dioecesis Sylhetensis) è una sede della Chiesa cattolica in Bangladesh suffraganea dell'arcidiocesi di Dacca. Nel 2022 contava 19.815 battezzati su 14.286.000 abitanti. È retta dal vescovo Shorot Francis Gomes.

## Territorio
La diocesi comprende i distretti civili di Sylhet, Sunamganj, Habiganj e Maulvibazar, che corrispondono alla divisione di Sylhet nel nord-est del Bangladesh.
Sede vescovile è la città di Sylhet. Provvisoriamente la chiesa parrocchiale della Divina Misericordia di Maulvibazar è la procattedrale della diocesi.
Il territorio si estende su 12.594 km² ed è suddiviso in 7 parrocchie.

## Storia
La diocesi è stata eretta l'8 luglio 2011 con la bolla Missionali Ecclesiae di papa Benedetto XVI, ricavandone il territorio dall'arcidiocesi di Dacca.

## Cronotassi dei vescovi
Si omettono i periodi di sede vacante non superiori ai 2 anni o non storicamente accertati.
- Bejoy Nicephorus D'Cruze, O.M.I. (8 luglio 2011 - 30 settembre 2020 nominato arcivescovo di Dacca)
- Shorot Francis Gomes, dal 12 maggio 2021

## Statistiche
La diocesi nel 2022 su una popolazione di 14.286.000 persone contava 19.815 battezzati, corrispondenti allo 0,1% del totale.
| anno | popolazione | popolazione | popolazione | presbiteri | presbiteri | presbiteri | presbiteri                | diaconi | religiosi | religiosi | parrocchie |
| anno | battezzati  | totale      | %           | numero     | secolari   | regolari   | battezzati per presbitero | diaconi | uomini    | donne     | parrocchie |
| ---- | ----------- | ----------- | ----------- | ---------- | ---------- | ---------- | ------------------------- | ------- | --------- | --------- | ---------- |
| 2011 | 17.000      | 8.261.614   | 0,2         | 21         | 7          | 14         | 810                       |         | 3         | 30        | 6          |
| 2012 | 16.286      | 10.000.000  | 0,2         | 18         | 5          | 13         | 904                       |         | 13        | 31        | 7          |
| 2014 | 17.231      | 11.650.000  | 0,1         | 16         | 5          | 11         | 1.076                     |         | 13        | 33        | 7          |
| 2017 | 19.087      | 13.466.882  | 0,1         | 14         | 5          | 9          | 1.363                     |         | 12        | 35        | 7          |
| 2020 | 19.942      | 14.106.550  | 0,1         | 18         | 5          | 13         | 1.107                     |         | 16        | 42        | 7          |
| 2022 | 19.815      | 14.286.000  | 0,1         | 19         | 6          | 13         | 1.042                     |         | 18        | 41        | 7          |